# Henry Villiers-Stuart, 1. Baron Stuart de Decies

Wappen des Henry Villiers-Stuart, 1. Baron Stuart de Decies

Henry Villiers-Stuart, 1. Baron Stuart de Decies (geborener Stuart, * 8. Juni 1803 in London; † 23. Januar 1874 in Dromana House, County Waterford), war ein britischer Adliger und Politiker.

## Herkunft und Jugend
Henry Villiers-Stuart wurde als Henry Stuart als ältester Sohn von Lord Henry Stuart (1777–1809), dem fünften Sohn von John Stuart, 1. Marquess of Bute, aus dessen Ehe mit Lady Gertrude Amelia Mason-Villiers (1777–1809), dem einzigen Kind von George Mason-Villiers, 2. Earl Grandison, geboren. Als seine Eltern im August 1809 innerhalb weniger Tage starben, wurde er mit sechs Jahren Vollwaise und Erbe der über 120 km² Grundbesitz umfassenden Besitzungen seines Großvaters mütterlicherseits um Dromana House im irischen County Waterford sowie weitere Ländereien in Bramfield im englischen Hertfordshire. Er besuchte von 1816 bis 1819 das Eton College und studierte anschließend am Christ Church College der Universität Oxford. Am 17. November 1822 ergänzte er seinen Familiennamen mit königlicher Lizenz zu Villiers-Stuart. Als er 1824 volljährig wurde, verlegte er seinen Hauptwohnsitz nach Dromana, wo er verschwenderisch lebte.

## Politische Tätigkeit

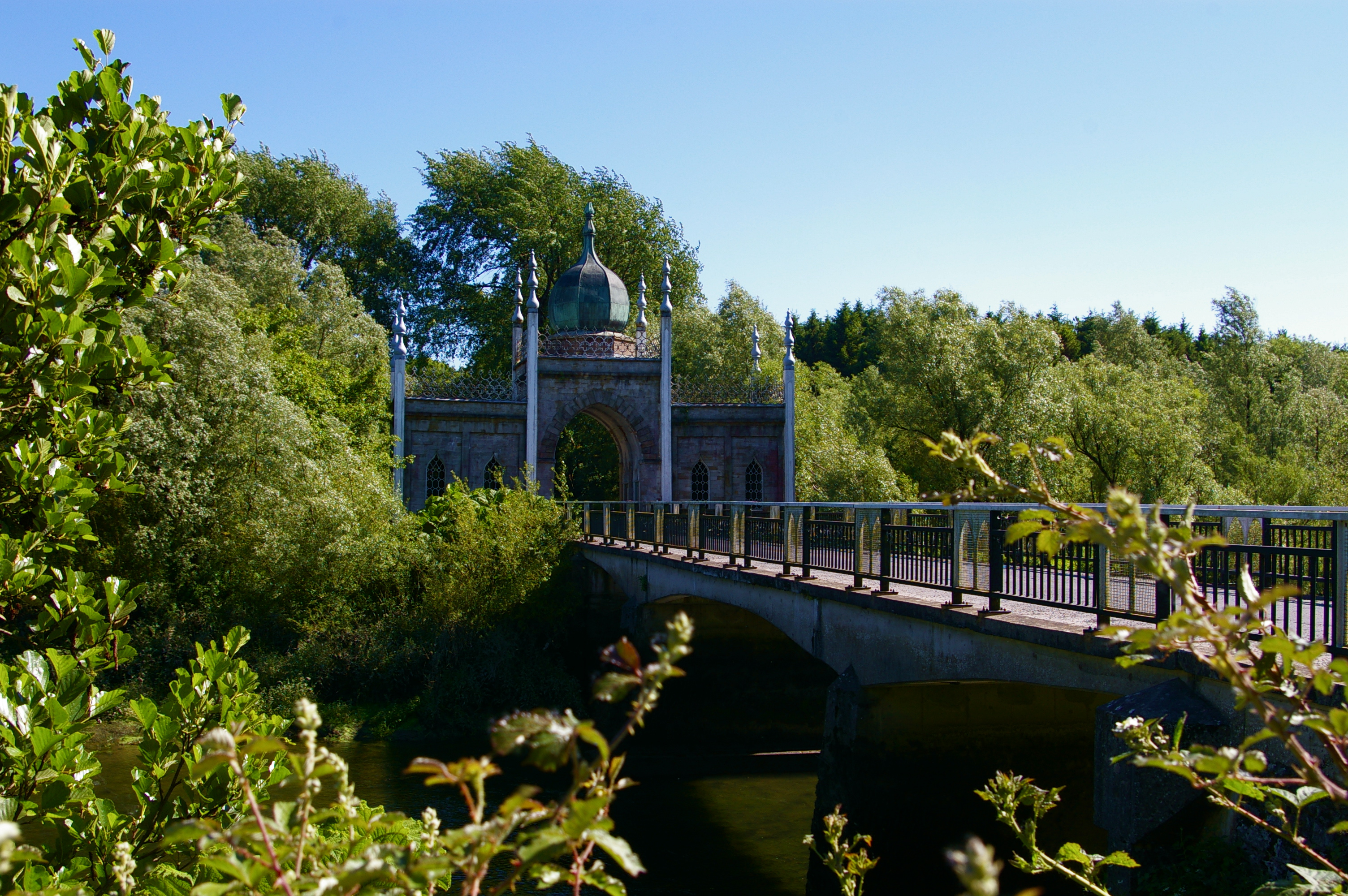
Zufahrt zum von Villiers-Stuart ausgebauten Dromana House bei Waterford

Bereits Ende 1824 schloss sich Villiers-Stuart der Catholic Association an. Bei den Unterhauswahlen 1826 setzte er sich in einer Aufsehen erregenden Wahl mit Hilfe katholischer Unterstützer gegen den bisherigen Mandatsträger, den anti-katholisch eingestellten General Lord George Beresford (1781–1839), als Abgeordneter der Tories für das County Waterford durch. Im House of Commons setzte er sich für die Katholikenemanzipation ein. Sein Wahlkampf hatte ihn aber hoch verschuldet, und bei einem Besuch in Waterford im April 1828 musste er vor seinen Gläubigern flüchten. Er musste Grundbesitz in Hertfordshire verkaufen und legte im Juni 1829 sein Mandat nieder. Bei der Unterhauswahl 1830 wurde er durch die Vermittlung seines Cousins John Crichton-Stuart, 2. Marquess of Bute, als Abgeordneter für Banbury in Oxfordshire gewählt. Bei der bereits 1831 erfolgten nächsten Unterhauswahl kandidierte er nicht mehr. Stattdessen wurde er, als 1831 nach englischem Vorbild das Amt eines Lord Lieutenant für die irischen Counties eingeführt wurde, Lord Lieutenant für das County und ab 1832 auf für die City Waterford. 1837 wurde er Mitglied des Privy Council für Irland. Dazu wurde er Colonel der Miliz von Waterford. Am 10. März 1839 wurde er als Baron Stuart de Decies, of Dromana within the Decies in the County of Waterford, zum erblichen Peer erhoben. Er wurde dadurch auf Lebenszeit Mitglied des britischen House of Lords.

## Familie und Nachkommen
Am 12. Januar 1826 hatte Villiers-Stuart in London nach katholischem Ritus die zwölf Jahre ältere Österreicherin Theresia Pauline Ott geheiratet. Die Gültigkeit der Ehe wurde bald in Frage gestellt, da die Eheschließung nach katholischem Ritus damals in Großbritannien nicht offiziell anerkannt wurde. Zudem hatte seine Frau bereits zwei Kinder aus einer Beziehung mit dem österreichischen Offizier Leopold Gersch, und es war weder zweifelsfrei geklärt, ob sie bereits mit Gersch verheiratet gewesen war und ob dieser noch lebte oder bereits gestorben war. Diese Fragen konnte Villiers-Stuart nie völlig klären. Er heiratete seine Frau erneut 1827 in Schottland und um 1835 in Irland, doch die Legitimität seines einzigen Sohnes Henry Windsor Villiers-Stuart war so in Frage gestellt, so dass dieser nach seinem Tod nicht den Titel seines Vaters erbte. 1840 hatte er noch seinem jüngeren Bruder William zugesagt, nach seinem Tod den Anspruch auf den Titel und seine Besitzungen zu erben, doch nach dem Tod seiner Frau 1867 bewog er seinen Sohn Henry Windsor, nach Dromana House zu ziehen, dass er umfangreich ausgebaut hatte. Aufgrund seiner schlechten Gesundheit erreichte er 1872, dass sein Sohn Vice-Lieutenant von Waterford wurde. Damit ebnete er ihm den Weg, um sein Erbe anzutreten und als Abgeordneter für das House of Commons zu kandidieren.